# Euseius stipulatus
Euseius stipulatus är en spindeldjursart som först beskrevs av Athias-Henriot 1960.  Euseius stipulatus ingår i släktet Euseius och familjen Phytoseiidae. Inga underarter finns listade i Catalogue of Life.